# 科宁 (纽约州)
康寧（Corning, New York）是美國紐約州斯托本縣的一座城市，位於希芒河畔。2020年人口10,551人。
建於1796年，1890年建市。是康寧公司的總部的所在地。

## 外部連結
- 市政府網頁 （页面存档备份，存于）